# Brumbungan
Brumbungan is een bestuurslaag in het regentschap Semarang van de provincie Midden-Java, Indonesië. Brumbungan telt 4134 inwoners (volkstelling 2010).